# 桑喬·拉米雷斯

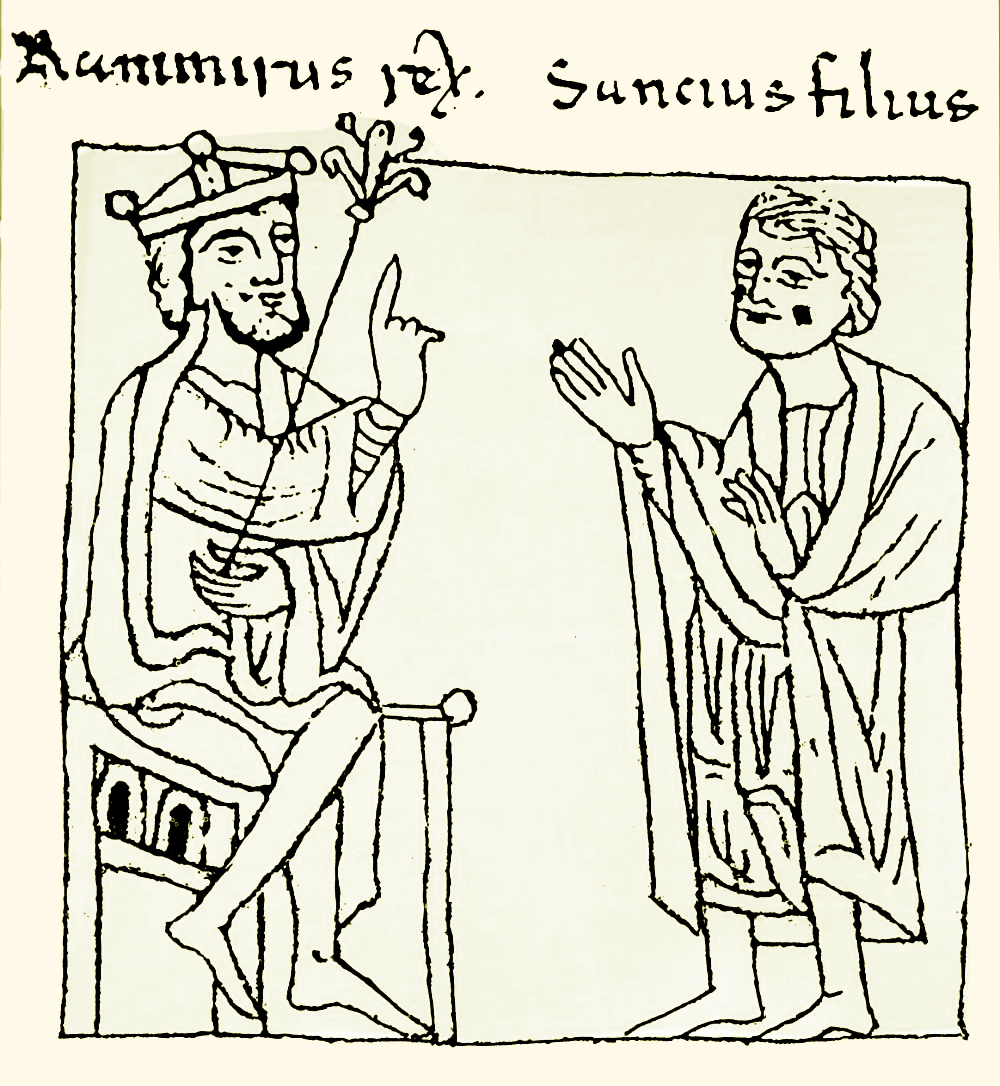
拉米羅一世和他的兒子桑喬·拉米雷斯。十三世紀在哈卡的微小晝。（西班牙亞拉岡韋斯卡）

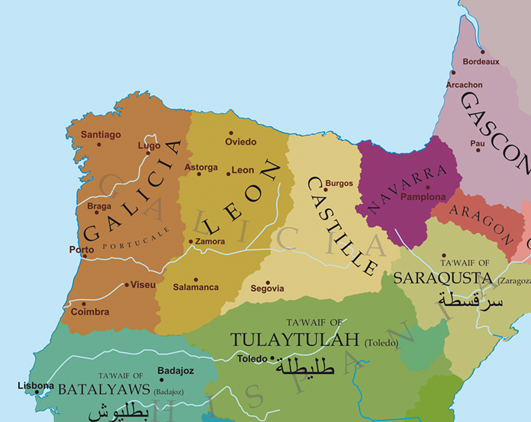
1065年伊比利亚半岛北部的地图：
加西亚二世的加利西亚王国
阿方索六世的莱昂王国
桑乔二世的卡斯蒂利亚王国
桑乔四世的纳瓦拉王国
桑喬·拉米雷斯的阿拉贡王国
泰法:
巴达霍斯泰法
塞维利亚泰法
托莱多泰法
萨拉戈萨泰法

桑喬·拉米雷斯（西班牙語：Sancho Ramírez，西班牙語發音：[ˈsantʃo raˈmiɾeθ]，約1042年—1094年6月4日），第二任亞拉岡國王（1063年－1094年），兼任納瓦拉國王（1076年起，稱桑喬五世）。桑喬·拉米雷斯是亞拉岡王國的開創者拉米羅一世與比戈爾伯爵的女兒弗瓦的格爾貝格所生的長子。

## 生平
桑喬·拉米雷斯於1063年父親逝世後繼承亞拉岡王位。1067年至1068年，在三桑喬戰爭中聯合堂兄納瓦拉國王桑喬四世與堂兄卡斯提爾國王桑喬二世，最終桑喬二世奪回了他父親為了酬謝幫助對抗貝爾穆多三世，而交給加西亞（納瓦拉的桑喬四世的父親）的拉布雷瓦、潘科爾沃和阿拉瓦。
桑喬·拉米雷斯最初仍臣服於納瓦拉國王桑喬四世，直至1076年桑喬四世被弟弟拉蒙（自相殘殺者）與妹妹艾梅辛達在狩獵中推落懸崖而死，未成年的兒子加西亞·桑切斯出逃至卡斯提爾的阿方索六世的王庭，納瓦拉貴族因為不想被未成年的國王統治而支持桑喬·拉米雷斯為國王，桑喬·拉米雷斯遂與阿方索六世瓜分納瓦拉王國，阿方索六世佔領了拉里奧哈，而桑喬則在潘普洛納稱王，稱為納瓦拉及亞拉岡國王。
另外，桑喬·拉米雷斯於1064年攻陷巴爾瓦斯特羅、於1083年征服格勞斯及於1089年取得蒙宗，卻於1084年在莫雷利亞戰役中敗給熙德與他的盟友薩拉戈薩的摩爾埃米爾。

## 家庭
桑喬·拉米雷斯約於1065年烏赫爾伯爵埃爾蒙古三世的女兒伊莎貝拉結婚，二人誕下長子佩德羅一世。二人於1071年離婚。
桑喬·拉米雷斯於1071年再娶蒙迪迪耶伯爵希爾杜寧四世的女兒魯西的費利西亞，二人誕下三名兒子斐迪南·桑切斯（1071年－1094年）、阿方索·桑切斯（1073年－1134年）（其後的阿方索一世）及拉米羅·桑切斯（1086年－1157年）（其後的拉米羅二世）。有記載桑喬·拉米雷斯曾有第三段婚姻與圖盧茲女伯爵菲利帕結婚，但是亦有記載費利西亞仍與桑喬·拉米雷斯有婚姻關係直至桑喬·拉米雷斯於1094年逝世。